# Església de Santa Susanna de Peralta
L'Església de Santa Susanna de Peralta és un monument del municipi de Forallac (Baix Empordà) protegit com a bé cultural d'interès local.

## Descripció
L'edifici és d'una nau amb absis semicircular originàriament romànic, època de la qual resta l'absis decorat exteriorment amb arcuacions llombardes i amb una finestra de doble esqueixada, coberta amb volta de quart d'esfera. El mur meridional de la nau i la base d'un cloquer de torre que restà inacabat a la banda Nord. Les restants estructures de la nau corresponen a un engrandiment del temple fet a les darreries del segle xviii, ja que fou gravat l'any 1791 a la portada del frontis, mur en el qual hi ha també un petit òcul. Al mur meridional de la nau hi ha una porta lateral d'arc de mig punt adovellat i s'hi conserva una altra finestra romànica de doble biaix.

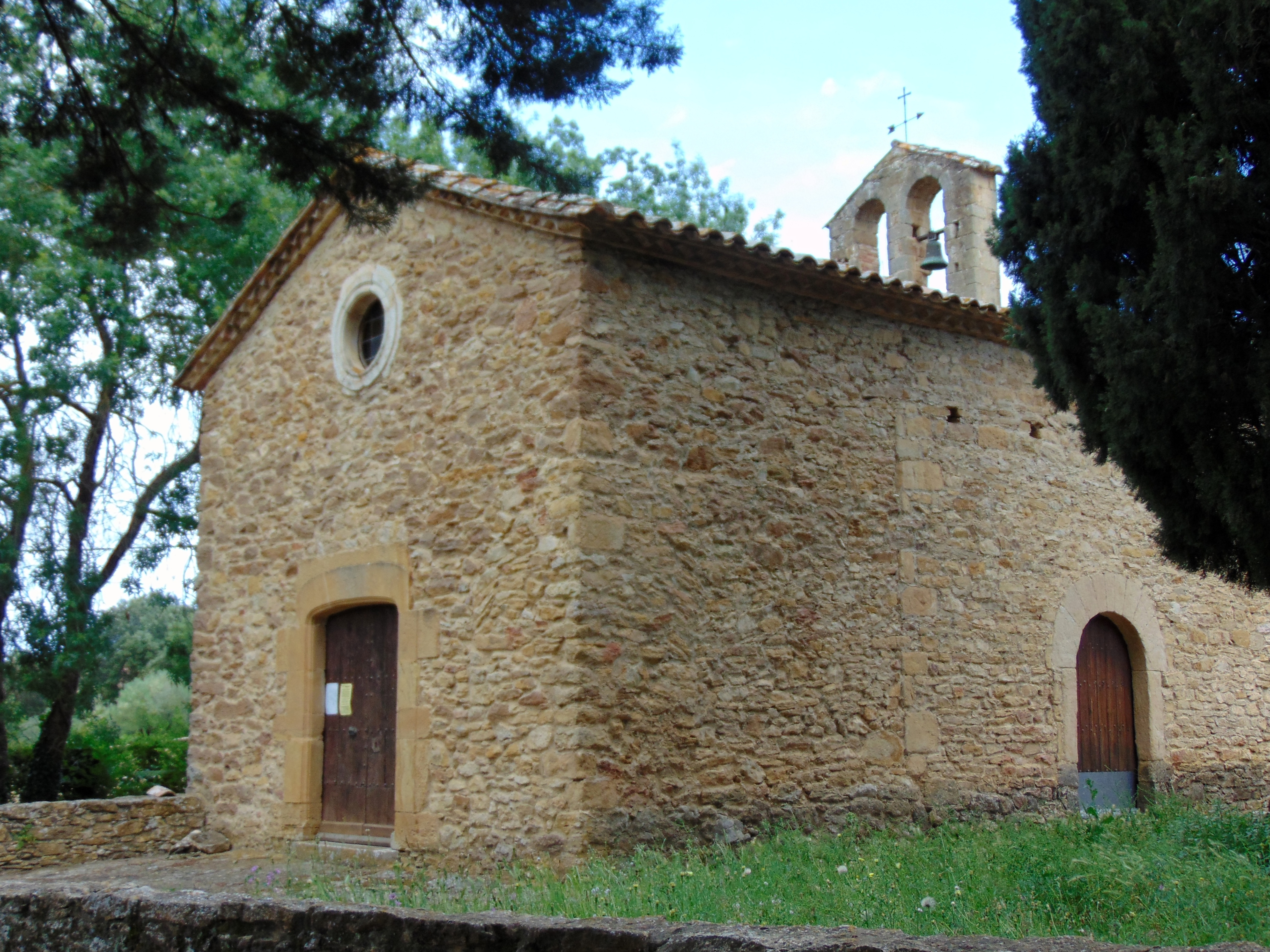

Damunt del campanar inacabat s'hi construí una espadanya de dues arcades. La volta de la nau és de llunetes. L'aparell romànic és de carreu i el dels sectors més tardans de rebles grans amb carreus angulars. Unes obres de restauració fetes els anus 1976-77 consistiren a descobrir els aparells, enderrocar una sagristia datada el 1650 en la seva porta que s'afegia a migdia i enretirar el cementiri situat vora el temple.

## Història
L'església de Santa Susanna es troba a uns 200 metres al nord de les ruïnes del castell de Peralta, possessió medieval dels Cruïlles-Peratallada. A aquest lloc es deu referir la butlla del papa Benet VIII de l'any 1017 que confirma, entre molts d'altres, els dominis de l'abadia de Sant Esteve de Banyoles: " ... ipsa vinea de Susanna cum suo termino, cum eremo et culto, sicut in scriptura Sancti Stephani resonat. In Peralta et infra ejus termines."
L'església no figura en els nomenclàtors de parròquies del segle xiv ni del XVII; cal suposar que ha estat des de sempre sufragània de la veïna parròquia de Sant Climent de Peralta.